# Chimarra fimbriata
Chimarra fimbriata är en nattsländeart som beskrevs av Oliver S. Flint Jr. 1974. Chimarra fimbriata ingår i släktet Chimarra och familjen stengömmenattsländor. Inga underarter finns listade i Catalogue of Life.